# Galagoides
Genre
Statut CITES
Galagoides est un genre de primates lorisiformes qui ne fait pas encore consensus parmi les primatologues.

## Taxinomie
D'après Bearder et al. (1995), ce genre contient les espèces de galagos du Galago demidovii, Galago thomasi, Galagoides orinus et Galagoides zanzibaricus. Toutefois, Groves (2001) puis Delpero et al. (2000) considérèrent que la modification taxinomique était prématurée, et que la position systématique de ces espèces n'était pas résolue de manière satisfaisante.

## Liste des espèces
Selon ITIS (6 septembre 2017) :
- Galagoides demidoff (G. Fischer, 1806) — Galago de Demidoff[3]
- Galagoides thomasi (Elliot, 1907) — Galago de Thomas[4]